# Umarkhed
Umarkhed ist eine Stadt im indischen Bundesstaat Maharashtra. Die Stadt liegt in der Region Vidarbha nahe dem Fluss Painganga.
Die Stadt ist Teil des Distrikts Yavatmal. Umarkhed hat den Status eines Municipal Council. Die Stadt ist in 21 Wards gegliedert. Sie hatte am Stichtag der Volkszählung 2011 insgesamt 47.458 Einwohner, von denen 24.268 Männer und 23.190 Frauen waren. Hindus bilden mit einem Anteil von über 58 % die größte Gruppe der Bevölkerung in der Stadt gefolgt von Muslimen mit über 34 %. Die Alphabetisierungsrate lag 2011 bei 88,27 % und damit deutlich über dem nationalen Durchschnitt.